# Dwór w Sikorach

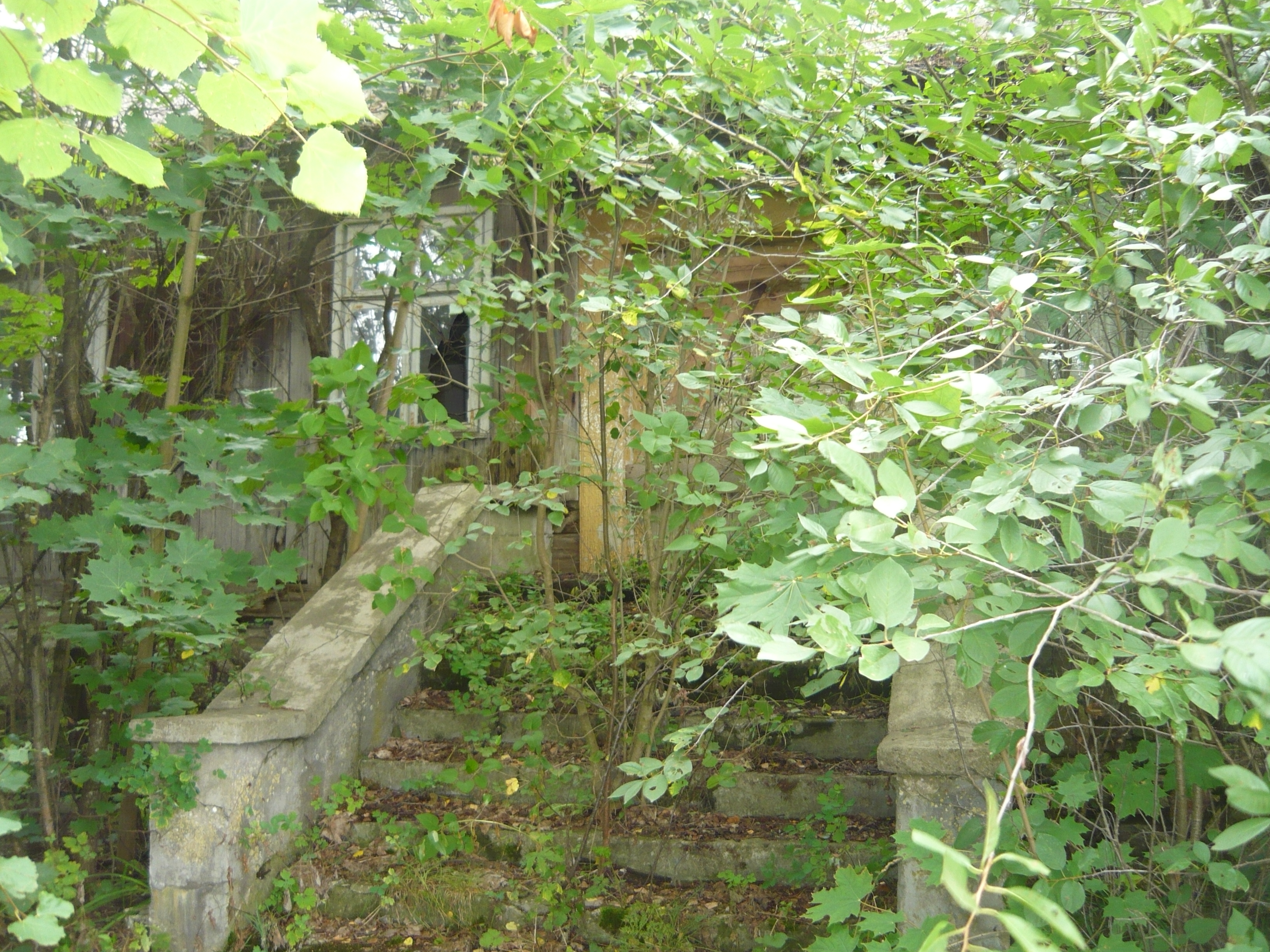
Dwór w Sikorach, wejście

Dwór w Sikorach – zabytkowy budynek znajdujący się we wsi Sikory w gminie Mońki. W rejestrze zabytków figuruje jako XVIII-wieczny.
Wspomina o nim inwentarz z początków XIX wieku. Miał być zbudowany dla Kazimierza Świerzbińskiego, był częścią majątku związanego ze wsią Sikory. W czasie II wojny światowej dwór zajęło najpierw NKWD, a następnie administracja niemiecka, zaś po 1944 roku upaństwowiono go. Przez pewien czas znajdowała się w nim szkoła.
Obecnie budynek jest wyłączony z użytkowania, a otoczenie zaniedbane. Nie jest możliwe wejście do środka.